# Martin Gernát

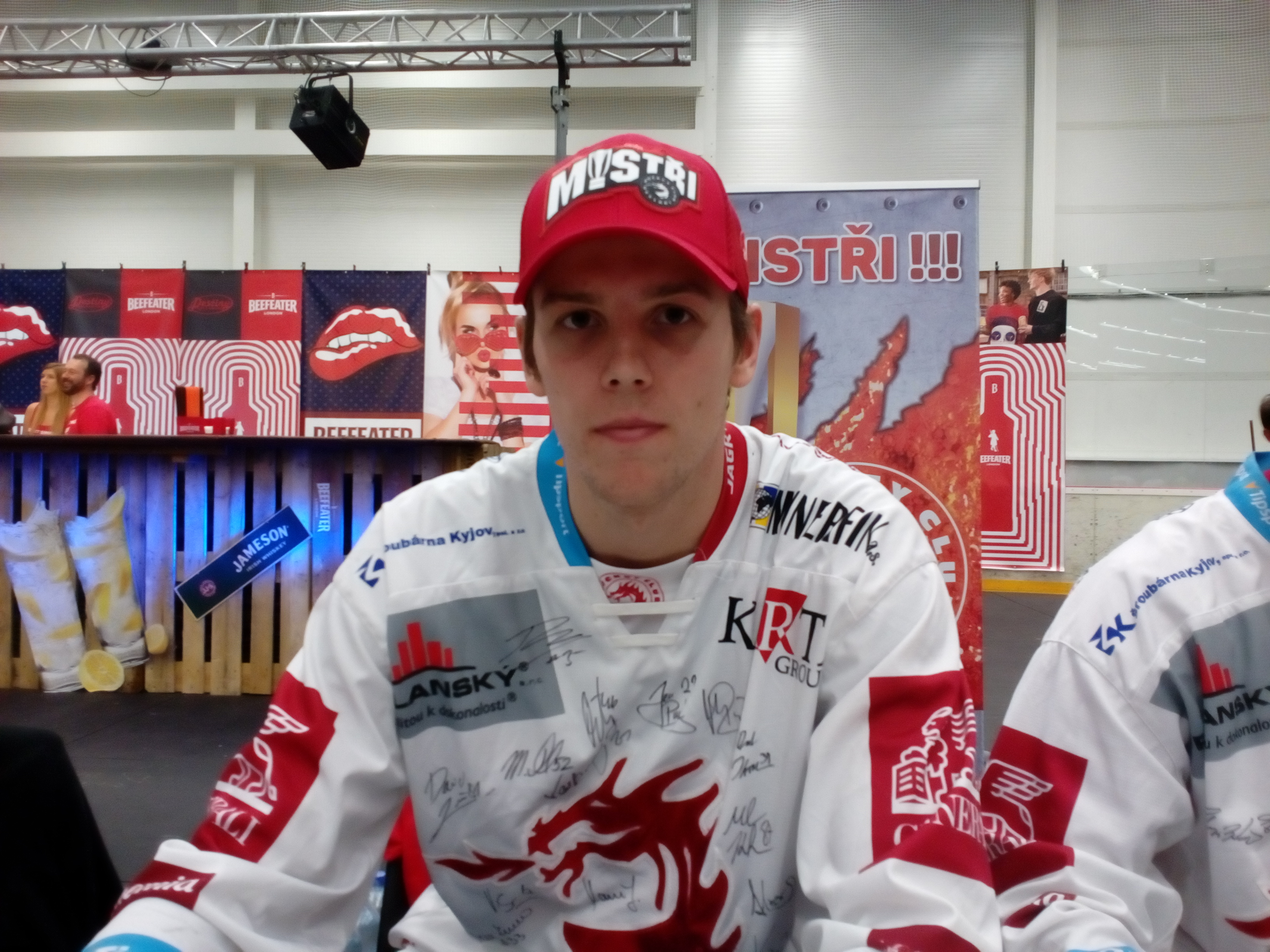
Martin Gernát

Martin Gernát, född 11 april 1993 i Kosice, Slovakien, är en slovakisk professionell ishockeyspelare (back) som just nu spelar för HC Ocelari Trinec.